# Commerce Court West
Commerce Court West – wieżowiec o wysokości 287 metrów w Toronto, w prowincji Ontario, w Kanadzie. Budynek został otwarty w 1972, posiada 57 kondygnacji.